# Piaggio NRG
Il Piaggio NRG (abbreviazione di "Energy") è uno scooter sportivo della cilindrata di 50 cm³ prodotto dalla casa motociclistica italiana Piaggio.

## Storia e contesto
La prima serie, a cui fu affidato il compito di affiancare il Quartz, in vendita da meno di 2 anni, è entrata in produzione nel 1994 ed aveva anche una versione fuoristrada, l'NTT. Di forte impatto estetico e capace di ottime prestazioni, si conquista da subito la fama di scooter all'avanguardia e di qualità. Alcune delle sue peculiari caratteristiche tecniche per l'epoca erano il freno a disco anteriore, il gruppo termico a due tempi raffreddato a liquido con testata in alluminio (lo stesso che montava il Quartz), il vano sotto-sella capace di ospitare un casco integrale, l'avviamento elettrico, il miscelatore automatico, la pedana piatta ben sfruttabile ed optional come il bauletto, il parabrezza ed il cavalletto laterale.

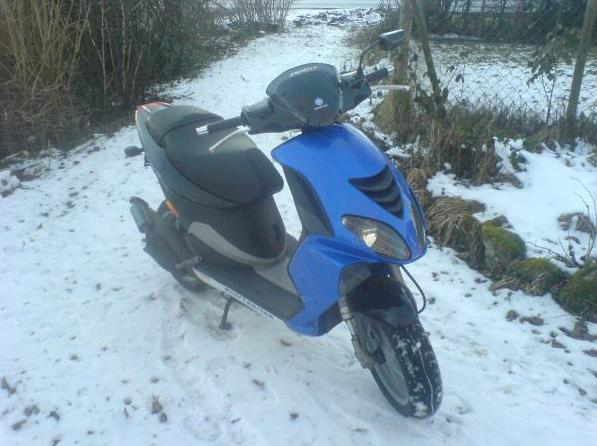
Piaggio NRG Power DD

Nel 1996 arriva la seconda serie, chiamata MC2, la quale è soggetta ad un forte restyling della parte posteriore e della strumentazione; viene inoltre dotata di una nuova sella biposto e della marmitta SitoPlus. Disponibile sia in versione AC che LC, quest'ultima ora con valvola termostatica e carburatore riscaldato. Oltretutto il copri-carter della trasmissione presenta dei fori di raffreddamento. Nell’aprile del 1998 debutta un aggiornamento dell’MC2 e viene introdotta la versione DD (dual disk) con doppio freno a disco (uno anteriore e uno posteriore al posto del tamburo).
L'MC2 rimarrà in produzione fino al 1999, anno di presentazione dell'Extreme, caratteristico per la sua livrea nero-verde e per il freno a disco anche al posteriore nella versione LC, e la strumentazione si arricchisce del contagiri.
Rivoluzionato nel 2001, l'NRG diventa MC3, con i nuovi motori HiPer2Pro a carburatore e PureJet ad iniezione. Quest'ultimo è però soggetto a frequenti guasti e quindi tolto presto dal listino. lo stop a led e le calandre vengono ridimensionate, la marmitta è ora catalizzata (rispetta quindi la normativa Euro 2), le pedane del passeggero sono di serie (con conseguente omologazione a 2 posti).
Nel 2004 arriva l'NRG Power, anch'esso nelle versioni AC ed LC. La carrozzeria viene completamente stravolta, eliminando ogni similitudine con l'antenato del 1994 mentre i propulsori rimangono il collaudato HIPer2Pro per la versione raffreddata ad acqua e l'HiPer2 per la versione raffreddata ad aria. Per restare al passo con i tempi, la strumentazione diviene per i 3/4 digitale, la luce posteriore interamente a led, il serbatoio del carburante viene spostato sotto la pedana poggiapiedi e molto altro.
Nel novembre 2017 debutta l’NRG con motore 50 omologato Euro 4.
La produzione dell’NRG termina nell'ottobre del 2020 a causa dell’entrata in vigore della normativa Euro 5.